# تشیید المطاعن
تشیید المطاعن، با نام کامل تشیید المطاعن و کشف‌الضغائن، یکی از مفصل‌ترین و جامع‌ترین کتاب‌های عقیدتی شیعه به زبان فارسی به‌شمار می‌رود.

## علت تألیف
عبدالعزیز دهلوی که یکی از رهبران اهل سنت در هند بود کتابی به نام تحفهٔ اثناعشریه در نقد تشیع نوشته‌است و آن را بر دوازده باب ترتیب کرده‌است، که باب دهم مربوط به مطاعن می‌باشد و در آن بر مطاعن شیعه بر ابوبکر، عمر، عایشه، معاویه و سایر صحابه پاسخ‌های نوشته‌است؛ و سپس این کتاب در پاسخ به همان باب دهم کتاب تحفهٔ اثناعشریه توسط سید محمدقلی موسوی کنتوری لکهنوی نوشته شده‌است.

## فهرست اجمالی کتاب
این کتاب بنا بر همان ترتیبی که دهلوی در کتاب خویش آورده‌است از ۶ بخش اصلی تشکیل شده‌است:
1. مطاعن ابوبکر.
2. مطاعن عمر.
3. مطاعن عثمان.
4. مطاعن عایشه.
5. مطاعن برخی اصحاب.
6. مطاعن معاویه.

## نظر علمای شیعه
پدیدآورنده کتاب نجوم السماء فی تراجم‌العلماء، محمدعلی کشمیری، کتاب تشییدالمطاعن را چنین توصیف می‌کند: 
از مصنفات جناب المفتی العلامه در علم کلام، کتاب تشییدالمطاعن و کشف‌الضغائن است در رد باب هشتم تحفهٔ اثناعشریهٔ شاه‌عبدالعزیز دهلوی و آن کتابی است نهایت مبسوط در دو مجلد کبیر که مثل آن در حسن بیان و رشاقت و لطف تقریر و متانت تحریر و استیعاب اقوال و ضبط احوال رجال و افحام معاندین و قطع لسان جاحدین و استیصال شبهات مخالفین و ایضاح … این جماعت زائغین از سابق ازمان تا این اوان از تصانیف احدی از علمای اعلام و افاضل عالی‌مقام به ظهور نرسیده— میرزا محمدعلی کشمیری، 

## چاپ
این کتاب چندین بار چاپ شده‌است. نخستین چاپ آن به صورت سنگی در دو جلد در سال ۱۲۸۳ (قمری) در هند بود، و سپس در ایران چند بار به چاپ رسید ولی پس از انقلاب ۱۳۵۷ چاپ آن به دلیل رعایت وحدت اسلامی متوقف و ممنوع الچاپ شد. از دیگر چاپ‌های آن می‌توان به دوره ۱۶ جلدی اشاره نمود.